# Велопрокат

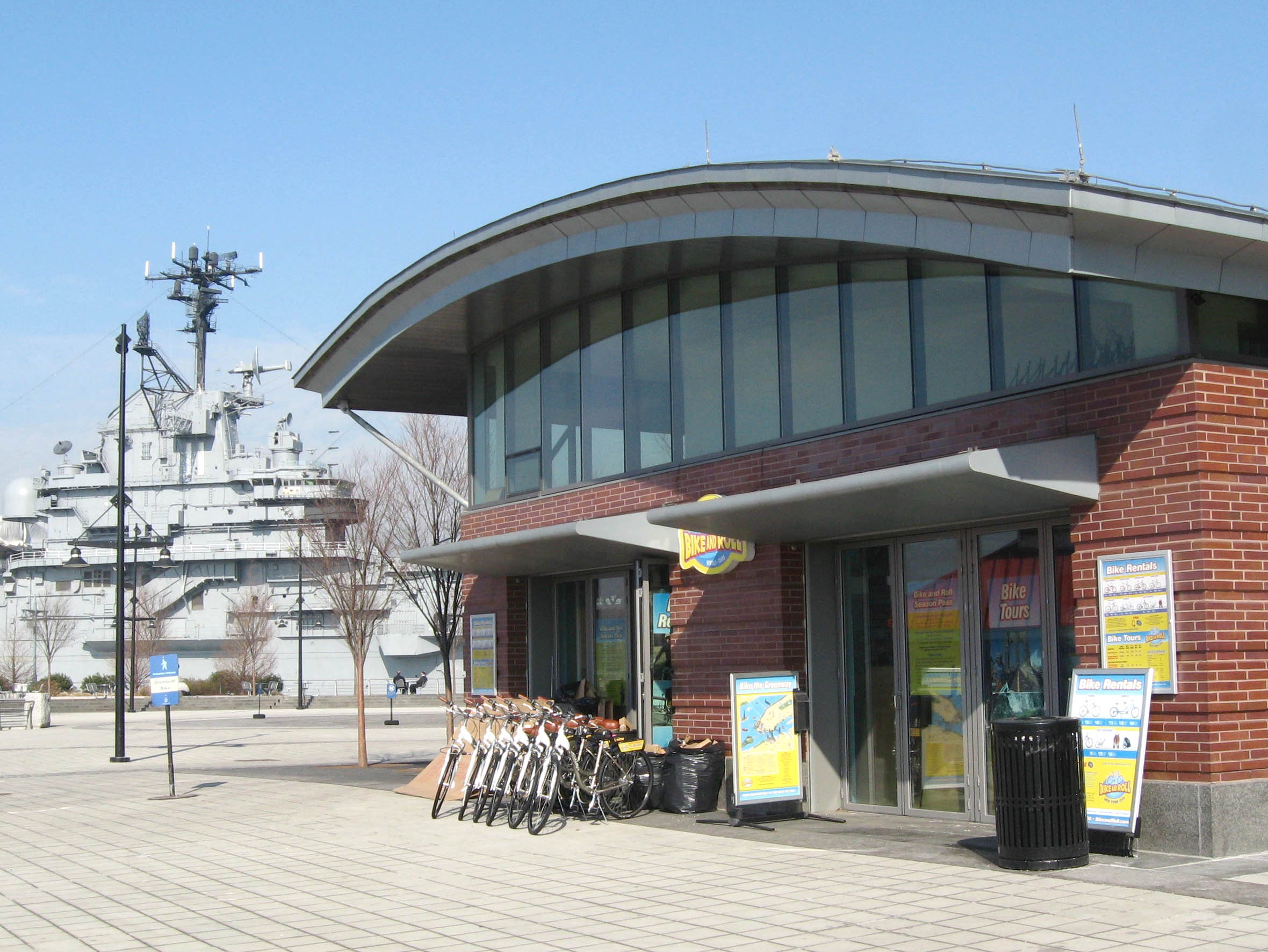
Оренда магазину в туристичній зоні

Прокат велосипеда або прокат велосипедів — велосипедний магазин або інший бізнес, який орендує велосипеди на короткий час (зазвичай на кілька годин) за окрему плату. Більша частина орендної плати надаються магазинами велосипедів як основний напрямок для їх основного бізнесу з продажу та обслуговування, але деякі магазини спеціалізуються на оренді.
Як і в оренду автомобілів, магазини прокату велосипедів перш за все обслуговують людей, які не мають доступу до транспортного засобу, як правило, мандрівників та особливо туристів. Таким чином, спеціалізовані магазини з прокату велосипедів працюють на пляжах, парках або в інших місцях, які часто відвідують туристи. У цьому випадку плата встановлюється, щоб стимулювати прокат велосипедів протягом кількох годин одночасно, рідше більше одного дня.
Інші орендні магазини, що орендують велосипеди, здаються напрокат на день, тиждень, а також на годину, і це дає прекрасну можливість для тих, хто хоче уникнути доставки своїх власних велосипедів, але хотів би провести багатоденну екскурсію на велосипеді в певній місцевості.